# 林清月
林清月（1883年—1960年），筆名林怒濤、林不老、訴心難（素心蘭諧音），臺南人，臺灣日治時期醫師。臺灣總督府醫學校第四屆畢業生，致力於鴉片研究，1908年3月曾於《臺灣醫學會》雜誌刊登治療成果論文，並出版《地球上阿片之運命》一書。曾先後在赤十字社臺灣支部醫院與臺灣病院服務，於1919年在大稻埕建昌街開設宏濟醫院。
他對臺灣歌謠領域的收集採錄，乃至於詞曲創作都有重大貢獻，故人稱「歌人醫生」。於1935年創立臺灣歌人協會，出任理事，出版《仿詞體之流行歌》與《歌謠集粹》等書籍，收錄近千首臺灣歌謠。1951年，擔任臺灣省文化協進會設歌謠委員會委員。

## 著作
- 《地球上阿片之命運》（1923年）
- 《仿詞體之流行歌》（1952年）
- 《歌謠集粹》（1954年）
- 《警世歌》（未完成）

## 影視形象
| 年份 | 作品          | 演員   |
| ---- | ------------- | ------ |
| 2012 | 歌謠風華-初聲 | 林世民 |

## 外部連結
- 林清月－台灣流行音樂維基館 （页面存档备份，存于）
- 林清月－開拓文教基金會 （页面存档备份，存于）
- 莊永明書坊: 「稻江歌人醫師」林清月（上） （页面存档备份，存于）
- 莊永明書坊: 「稻江歌人醫師」林清月（下） （页面存档备份，存于）